# Dorotea de Dinamarca, Duquesa de Mecklemburgo
Dorotea de Dinamarca y de Noruega (1528 -Schönberg, 11 de noviembre de 1575) fue una princesa danesa y duquesa consorte de Mecklemburgo. Fue la quinta hija del rey Federico I de Dinamarca y de su segunda esposa, Sofía de Pomerania. Contrajo matrimonio con Cristóbal de Mecklemburgo en 1573.
Dorotea fue criada por sus abuelos maternos en Pomerania, pero vivió su adultez en la corte real danesa y con su madre en Kiel. Acompañó a su sobrina, Ana de Dinamarca, a la boda de ésta en Sajonia en 1548, pero fuera de esto, Dorotea vivió una vida discreta. Murió el 11 de noviembre de 1575, dos años después de su matrimonio con Cristóbal de Mecklemburgo, sin llegar a tener descendencia, y su hermana Isabel de Dinamarca envió a construir un monumento en su honor sobre su tumba.